# Anergia das células endoteliais
A anergia das células endoteliais é uma condição presente durante o processo de angiogênese, quando as células endoteliais, células que revestem o interior dos vasos sanguíneos, não são capazes de responder às citocinas inflamatórias . Essas citocinas são necessárias para a indução da expressão de moléculas de adesão celular que permitem a infiltração de leucócitos presentes nos vasos sanguineos em locais de inflamação, como um tumor. Essa condição, que protege o tumor do sistema imunológico, é resultado da exposição a fatores de crescimento ques estimulam angiogênese. Juntamente com a anergia das células endoteliais, existem outros mecanismos vasculares que contribuem para o escapar do sistema imunológico, como a expressão de moléculas de checkpoint imunológico (ex. PD-L1 /2) e proteínas que podem fornecer sinais de apoptose em leucócitos ( ligante Fas e galectina-1 ). A anergia das células endoteliais foi descoberta em 1996 no Laboratório de Angiogênese, dirigido por Arjan W. Griffioen e atualmente localizado no Amsterdam UMC, Amsterdã, Holanda. Veja a Figura.

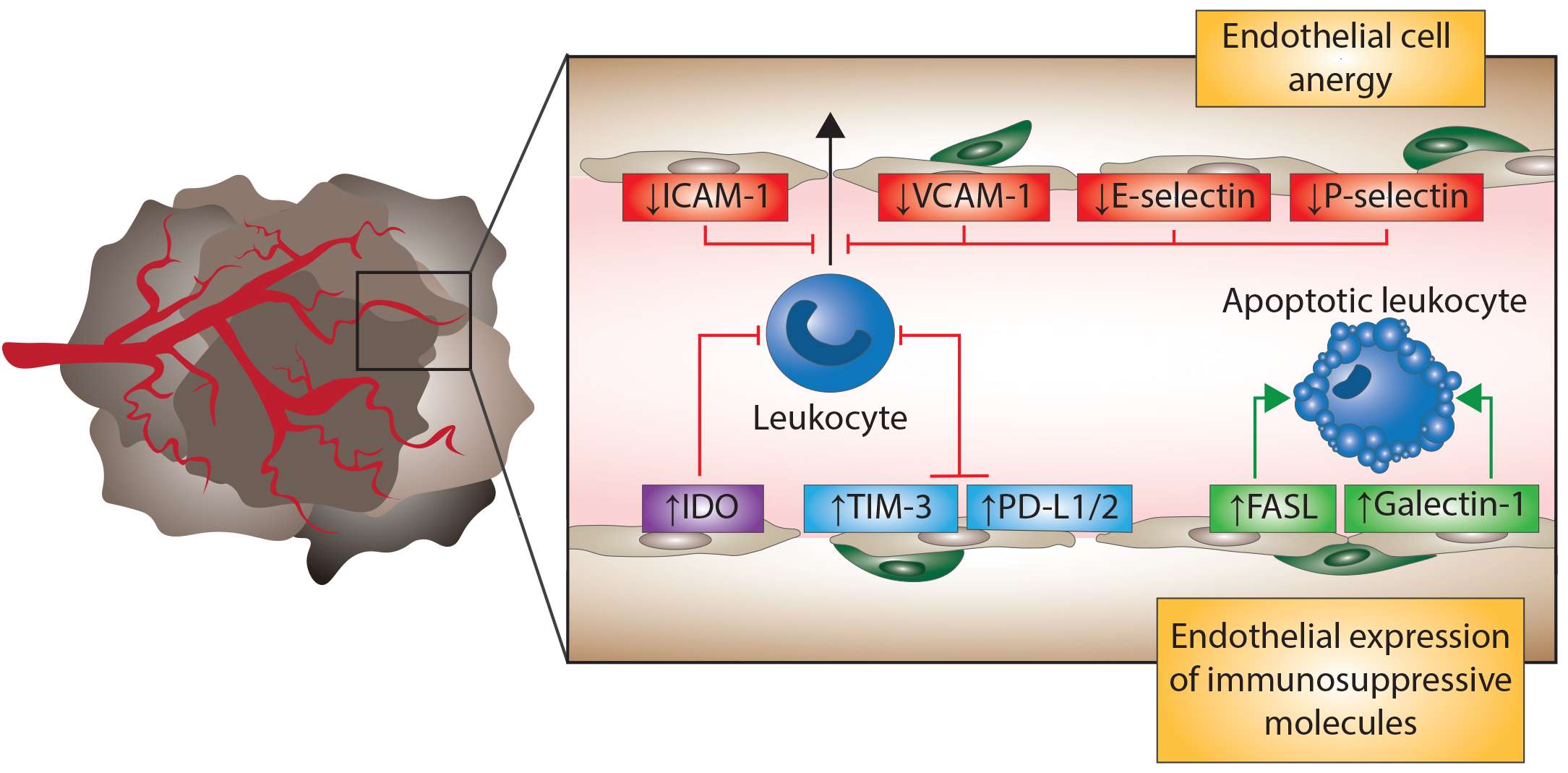
Mecanismos de imunossupressão baseados na vascularização. A anergia das células endoteliais tumorais é representada pela supressão de moléculas de adesão endotelial, como ICAM-1, VCAM-1 e E-selectina. A vasculatura do tumor contribui para uma maior supressão imunológica por meio do aumento da expressão de moléculas envolvidas no ponto de checagem imunológico, como PD-L1 e IDO, que suprimem a função dos leucócitos. Além disso, a vasculatura tumoral expressa moléculas, como FASL e galectina-1, que podem dar sinais apoptoticos aos leucócitos. A figura é tirada de

## Infiltração de leucócitos
A infiltração de leucócitos em locais de inflamação depende da interação dos leucócitospresentes na circulação com a parede vascular. Essa interação e o extravasamento de leucócitos são mediados por moléculas de adesão celular tanto nos leucócitos quanto no endotélio . As células endoteliais normalmente expressam baixos níveis de moléculas de adesão, mas em locais de inflamação essas moléculas são superexpressas devido à exposição a citocinas inflamatórias, como interleucina 1, interferon gama e fator de necrose tumoral alfa.

## A angiogênese bloqueia a infiltração de leucócitos
A anergia das células endoteliais foi descrita pela primeira vez em 1996, quando foi demonstrado que as células endoteliais em um tumor não são capazes de regular positivamente a expressão de moléculas de adesão, como a molécula de adesão intercelular-1 (ICAM-1, CD54), molécula de adesão celular vascular-1 (VCAM-1, CD106) e E-selectina (CD62E). Esse é o resultado da exposição à estimulação de angiogênese por, por exemplo, fator de crescimento endotelial vascular (VEGF) ou fator de crescimento de fibroblastos (FGF). A anergia das células endoteliais resulta na incapacibilidade dos leucócitos de infiltrarem o tumor, impedimento a resposta imune antitumoral. Em conjunto com a  indução da anergia das células endoteliais, a angiogênese em andamento é imunossupressora em vários níveis.

## A antiangiogênese pode reverter a anergia das células endoteliais e melhorar a imunoterapia
Uma vez que esta forma de supressão imunológica é mediada por estimulação angiogênica, foi demonstrado que a terapia antiangiogênica pode reverter a anergia das células endoteliais, permitindo a infiltração dos leucócitos no tumores e estimulando a imunidade antitumoral. A reversão da anergia das células endoteliais é a base do sucesso atual do tratamento clínico do câncer, podendo ser baseada em uma combinação de terapia antiangiogênica e imunoterapia, principalmente o bloqueio do ponto de checagem imunológico .

## Um programa embrionário
Sugere-se que a anergia da célula endotelial também esteja presente durante os estágios embrionários, permitindo o desenvolvimento eficiente do embrião sob condições imunológicas silenciosas e ajudando a proteger o embrião da resposta imune materna . Os tumores teriam aderido essa estrategia de escape imunologio para crescer sob o suporte da supressão imunológica mediada pela anergia das células endoteliais.